# Dagbouw Zülpich
Dagbouw Zülpich (of Grube Victor) was een bruinkoolgroeve bij Zülpich in het Rijnlands bruinkoolgebied.
De dagbouw ontstond in 1953 en was 65 hectare groot. De groeve is vernoemd naar de oprichter van het mijnbouwbedrijf Viktor Rolff KG.
Er waren twee velden: „Mitte“ en „Süd“, die in 1969 zijn gesloten.

## Wassersportsee Zülpich
Uit de groeve is de 28 meter diepe Wassersportsee Zülpich of Naturschutzsee Füssenich ontstaan.
actief: Garzweiler · Hambach · Inden

stilgelegd: dagbouw Alfred · bruinkoolgroeve Frechen · dagbouw Zukunft · dagbouw Zülpich